# اس‌اس یوفورست (۱۹۴۵)
اس‌اس یوفورست (۱۹۴۵) (به انگلیسی: SS Yewforest (1945)) یک کشتی بود که طول آن ۲۰۵ فوت ۰ اینچ (۶۲٫۴۸ متر) بود. این کشتی در سال ۱۹۴۵ ساخته شد.